# Boeing Business Jets
Boeing Business Jets, kurz BBJ, ist ein Geschäftsfeld der Boeing Company, welches Geschäftsreiseflugzeuge herstellt. Das erste Modell wurde auf Basis der Boeing 737NG vom US-amerikanischen Flugzeughersteller Boeing zusammen mit General Electric entwickelt und zunächst als Boeing Business Jet (kurz ebenfalls BBJ) angeboten. Später kamen spezielle Versionen der Baureihen 747, 767, 777 und 787 hinzu.

## Entwicklung
Die ursprüngliche BBJ ist ein Zwitter aus dem Rumpf der Boeing 737-700 kombiniert mit den strukturell verstärkten Tragflächen, der Tragflächenmittelsektion und dem verstärkten Fahrwerk der 737-800. Die Reichweite beträgt maximal 11.547 km. Die ersten zwei Auslieferungen erfolgten im November 1998. Auf Grund der großen Nachfrage bietet Boeing auch eine größere Version der BBJ an, die BBJ 2. Sie basiert auf dem kompletten Flugwerk der 737-800 und hat mit 10.408 km eine geringere Reichweite. Das dritte Modell BBJ 3 basiert auf der 737-900ER (Extended Range) und bietet mit 104 m² 9 % mehr Kabinenbodenfläche als das BBJ-2-Modell sowie 37 % mehr als die BBJ. Die BBJ 3 hat mit acht zusätzlichen Tanks eine Reichweite von 10.177 km. Am 17. Oktober 2006 wurde das Programm mit zwei ungenannten Kunden offiziell aufgenommen.

## Versionen

### Standardrumpfflugzeuge

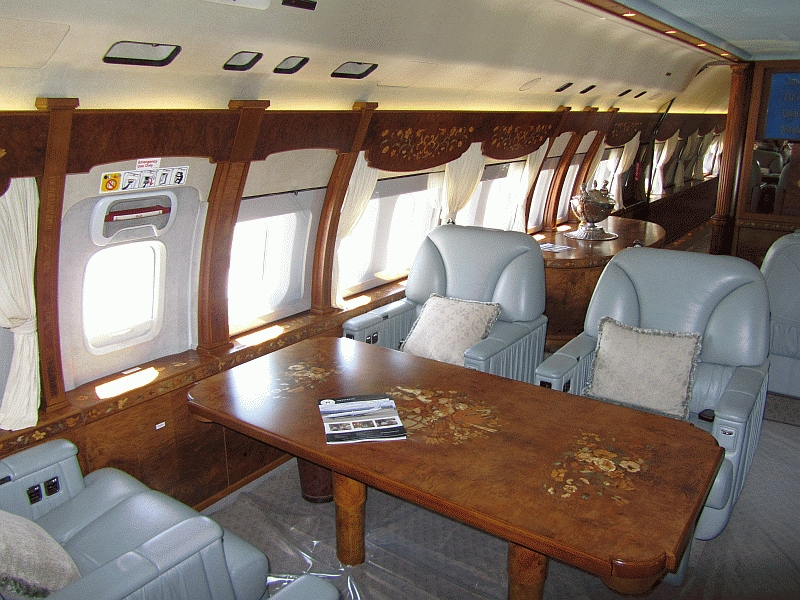
Innenraum eines Boeing Business Jets BBJ

Durch den Einbau von bis zu neun Zusatztanks, so genannten Auxiliary Fuel Tanks, wird aus der Boeing 737 ein Langstreckenflugzeug, das bei optimalen Bedingungen eine Reichweite von bis zu 11.547 km aufweist. Der serienmäßige Einbau von nach oben gebogenen Tragflächenenden (Winglets) ist ein weiteres Merkmal der BBJ. Der größte Unterschied zu den Passagierflugzeugen liegt jedoch in der Kabinenausstattung, die beispielsweise bei Jet Aviation, SR Technics und Lufthansa Technik nach Wunsch installiert werden kann. Zurzeit gibt es folgende Modellvarianten:
BBJ
auf Basis der Boeing 737-700
BBJ 2
auf Basis der Boeing 737-800
BBJ 3
auf Basis der Boeing 737-900ER
BBJ MAX 7
auf Basis der Boeing 737 MAX 7
BBJ MAX 8
auf Basis der Boeing 737 MAX 8
BBJ MAX 9
auf Basis der Boeing 737 MAX 9
Darüber hinaus ist auch die Boeing 737-800 (ohne Bezeichnung BBJ 2; so zuerst ausgeliefert im September 2016) als Business-Jet-/VIP-Variante bestellbar.

### Großraumflugzeuge
747 VIP
Version der Boeing 747-8.
777 VIP
Version der Boeing 777-200LR „Worldliner“ bzw. alternativ der Boeing 777-300ER.
787 VIP
Version der Boeing 787-8 bzw. alternativ der Boeing 787-9.
Im Januar 2009 wurde auch eine Boeing 767-400ER als Business-Jet-/VIP-Version ausgeliefert.

## Verkaufszahlen
Die in der Infobox genannten Stückzahlen beziehen sich auf die BBJ, BBJ 2 und BBJ 3 zuzüglich derjenigen Bestellungen von Exemplaren weiterer Modelle, bei denen in der referenzierten Boeing-Quelle als Kunde „Business Jet / VIP Customer(s)“ angegeben ist.
Auf der Präsentations-Webseite für die Business-Jets-Linie gab Boeing in der Vergangenheit abweichende Zahlen an. Zuletzt wurden dort für Stand Ende Dezember 2018 (für seit 1996 als VIP-Versionen georderte Flugzeuge sämtlicher Modellreihen, darunter auch 747-400 und 757) insgesamt 237 Auslieferungen genannt.

## Konkurrierende Typen
Die BBJ-Familie hat ihre Entsprechung in der Familie Airbus Corporate Jets, kurz ACJ.